# سلطان الفرحان
سلطان الفرحان (عربی: سلطان الفرحان؛ زادهٔ ۲۵ سپتامبر ۱۹۹۶) بازیکن فوتبال اهل عربستان سعودی است.
از باشگاه‌هایی که در آن بازی کرده‌است می‌توان به باشگاه فوتبال الهلال اشاره کرد.
وی همچنین در تیم‌های ملی فوتبال زیر ۱۷ سال، زیر ۲۰ سال و زیر ۲۳ سال عربستان سعودی بازی کرده‌است.